# Dialeurodes bangkokana
Dialeurodes bangkokana là một loài côn trùng cánh nửa trong họ Aleyrodidae, phân họ Aleyrodinae.
Dialeurodes bangkokana được Takahashi miêu tả khoa học đầu tiên năm 1942.